# Vampire Academy (novela)
Vampire Academy es una historia de fantasía de vampiros del 2007. Una novela romántica escrita por la autora estadounidense Richelle Mead, publicada el 16 de agosto del 2007 en los Estados Unidos. La novela es contada en primera persona, desde la perspectiva de Rosemarie Hathaway o Rose, una joven de 17 años que es estudiante y a la vez se prepara como guardiana en la academia San Vladimir, una escuela para vampiros, además de prepararse para ser una guardiana para poder estar a la custodia a su mejor amiga Vasilisa Dragomir, ella se empieza a enamorar de su maestro Dhampir, Dimitri Belikov, un sexy y guapo maestro de la academia de vampiros.
La adaptación fílmica del primer libro corrió a cargo de la empresa productora Preger Entertainment quien adquirió los derechos de la saga.

## Argumento
Rosemarie Hathaway o Rose es una Dhampir, mitad Moroi y mitad humana, que se está entrenando para ser guardiana en la academia San Vladimir junto con muchos otros como ella. Hay vampiros buenos y malos en su mundo; Los Moroi, que coexisten pacíficamente entre los humanos y solo toman sangre de donantes, y también poseen la capacidad de controlar uno de los cuatro elementos, agua, tierra, fuego o aire; y Strigoi, vampiros malvados chupadores de sangre que beben para matar. Rose y otros guardianes Dhampir están entrenados para proteger a los Moroi y matar a los Strigoi durante su educación. Su mejor amiga es la princesa Vasilisa Dragomir (Lissa), una Moroi y la última de su linaje real, con quien tiene un vínculo casi inquebrantable. Rose es capaz de sentir las emociones de Lissa a través de su vínculo y, a veces, puede entrar en su cuerpo sin que Lissa lo sepa, solo cuándo sus emociones son demasiado fuertes. Rose y Lissa se escaparon de su escuela, San Vladimir, hace dos años y sobreviven mediante el uso de la compulsión y alimentándose la una de la otra. Se habían estado moviendo de un lugar a otro, pero esta vez, los guardianes las han encontrado para devolverlas de nuevo a la academia. 
Cuando Rose y la princesa Moroi Vasilisa "Lissa" Dragomir son traídas de regreso a la academia San Vladimir, después de huir dos años, a su regreso, el guardián Dimitri Belikov, quien era el líder del equipo de guardianes enviados para recuperarlas, es asignado como guardián de Lissa y se ofrece ser el mentor de Rose en su entrenamiento de guardián. Él cree que Rose puede ser una excelente guardiana de Lissa debido a la presencia de un vínculo psíquico unilateral raro con Lissa, que le permite conocer los pensamientos, emociones y  paradero de esta última. Rose está de acuerdo, sabiendo que esta es la única forma en que se le permitirá quedarse y, al graduarse, ser la custodia de Lissa. Se revela que Lissa tiene una habilidad milagrosa para curar a otros, pero cuando se deprime, se autolesiona. Lissa se hace amiga de un compañero misterioso de clase Moroi, Christian Ozera, a quien Rose inmediatamente no le agrada, afirmando que es una mala influencia, en parte porque sus padres se convirtieron voluntariamente en Strigoi. Durante los primeros días a la llegada de las chicas son intimidadas con frecuencia por una compañera de la academia que no es de la realeza llamada Mia Rinaldi junto con sus amigos que si son de la realeza, debido a su rencor contra el hermano de Lissa por usarla.   
Rose busca a través de su vínculo a Lissa mientras está confinada en su habitación, solo para visualizar como es secuestrada. Ella se escapa de su habitación para decirle a Dimitri que Lissa ha sido raptada, pero se distraen con un hechizo de lujuria plantado por Víctor Dashkov, tío cercano de Lissa y padre de Natalie Dashkov, Natalie es la compañera de cuarto de Lissa en la academia, así como la amiga de Lissa y Rose. Después de que Dimitri se da cuenta del hechizo este lo deshace, inmediatamente después salen en busca de Lissa, Rose dirige un convoy al escondite del secuestrador, con Christian como polizón durante el viaje. Durante la búsqueda de Lissa, los demás guardianes encuentran el escondite donde estaba secuestrada y logran salvar a la princesa, la sorpresa de la traición de Víctor "tío" de Lissa causa conmoción en ella, durante el rescate Christian sale herido, pero Lissa le cura con su habilidad única, después de esto ella lo acepta como su novio, más tarde Dimitri revela que siente algo por Rose pero no puede tener una relación con ella por su diferencia de edad, porque es su mentor y porque le preocupa que si se permite amarla, ella no se arrojaría frente a la princesa en un ataque, como es el deber de los Dhampir, pero deja ver que estaría dispuesto a protegerla. Esto puede resultar un peligro para sus Moroi asignados. Se revela que Natalie había estado espiando a las chicas e informando a Víctor sobre las habilidades mágicas de Lissa y el vínculo entre las dos. Rose es atacada por un Strigoi cuando visita a Víctor en su celda después de que lo atraparan, pero Dimitri viene ayudarla.

## Personajes
- Rosemarie Rose Hathaway es una dhampir de 17 años (cerca de cumplir 18). Los dhampir no tienen poderes pero son más fuertes y veloces que los moroi, por lo que son encargados de su protección contra los strigois. Rose es la encargada de proteger a Vasilissa Dragomir o Lissa, su guardiana y mejor amiga, con quien mantiene una peculiar e inquebrantable unión. Mediante ella, Rose sabe siempre de las emociones y pensamientos de Lissa, e incluso puede sumergirse en su mente y ver, sentir y escuchar todo lo que experimenta esta. Rose Hathaway debe luchar contra los strigois, lidiar con el amor de su vida, que es un amor prohibido y proteger a Lissa a toda costa mientras intenta sobrevivir a la adolescencia. Es una chica guapa, que atrae muchas miradas y su cabello es oscuro. Rose es generalmente rebelde, sarcástica y hace bromas en los momentos menos indicados.

- Vasilissa Dragomir de 17 años, es la última descendiente de la familia real Dragomir, y la mejor amiga de Rose. Todo los moroi tienen un elemento sobre el que ejercen la magia, sin embargo, Lissa no tiene ninguno. Cuando descubre un elemento insólito que ella posee, se sumerge a un mundo de vaivenes, oscuridad y misterios mientras intenta mantenerse cuerda y no demostrar debilidad ante su mejor amiga y su novio. Tiene el cabello de color rubio platinado y ojos de color verde jade.

- Dimitri Belikov es un sexy y guapo guardián dhampir de 24 años que lo único que le faltaba en el mundo era enamorarse de Rose Hathaway, la novicia a quien debe entrenar. Tras la serie intentará superar lo que siente, ya que sabe que si ama a Rose, además de que es 7 años mayor que ella y él es su mentor, ella no podrá proteger correctamente a Lissa.

- Christian Ozzera de 17 años , es descendiente de una familia real no muy bien vista por el resto de ellas, ya que sus padres se convirtieron en strigoi e intentaron hacer con él el mismo acto de crueldad, lo que es salvado por su tía Tasha por lo cual ella lo cría después de eso. Christian es un chico algo antisocial y sarcástico, es muy parecido a Rose en ese sentido, lo que hace que no se lleven muy bien. Cuando conoce a Lissa cambia y se enamora de ella.

- Adrián Ivashkov es un miembro de las familias reales , tiene 20 años y tal como Lissa, controla un elemento insólito, que para sobrellevarlo acude al alcohol y al cigarrillo , es un mujeriego pero cuando conoce a Rose empieza a tener demasiado interés en ella por lo que después se enamora de ella, el suele llamar a Rose "Pequeña Dhampir" de lo que ella siempre se burla.

- Mia Rinaldi es una adolescente de baja estatura de 16 años que sale con el exnovio de Lissa a la cual odia (y por ende a Rose) por las acciones pasadas de su hermano André. Luego de unos trágicos sucesos Mia madura y cambia siendo amable y dulce con ellas.

## San Vladimir
San Vladimir era un santo ruso, que era el homónimo de la academia de San Vladimir, era un vampiro espiritual, un don bastante raro y que hasta el momento es el único que ha llegado a controlar este don, el era custodiado por la Dhampir Anna, ella es una guardiana besada por las sombras. Muchos lo adoraban y se decía que era capas de "hacer florecer las plantas cuando este caminaba" y rescataba a personas que estaban al borde de la muerte; esto se debía al don espiritual.
San Vladimir es una academia donde se educa a la raza de vampiros Moroi y a los novicios guardianes llamados Dhampir, está ubicada en los bosques profundos de Montana y protegida con salas encantadas ubicadas en las afueras de los terrenos de la escuela. Con base en los números que siguen algunas de las clases pueden suponer la historia de la cultura de los Moroi 1, 2 y 3, así como las clases de teoría del guardaespaldas y la protección personal 1 y 2; la clase de Ruso 1; y artes del lenguaje para estudiantes de primer, segundo y tercer año, también es muy probable que las técnicas de combate de guardián básico/intermedio y las clases elementales especializadas formen parte del catalogó de cursos.
La edificación es rústica y antigua, tiene grandes salones y una pequeña plaza escondida entre los salones de clases, tiene arreas verdes y amplias, en medio del edificio principal hay una torre de reloj, antes de entrar y pasar por la barrera encantada que protege a la escuela están las rejas principales, dos hojas grandes se abren hacia dentro para poder hacer pasar a los estudiantes o visitantes autorizados por la institución.
A diferencia en la novela y la adaptación fílmica, los estudiantes tienen uniformes en la película, originalmente Richelle Mead había querido uniformes en los libros, pero decidió no hacerlo, pero cuando Mark Waters, director de la adaptación, le ofreció tener uniformes en la película, ella aceptó y dio luz verde para los uniformes de los estudiantes. En el escudo oficial de la academia, en cada emblema de cada estudiante esta coloreado si son Moroi de fuego o de elemento agua, etc, mientras que los novicios Dhampir tienen una marca de promesa en el medio de los símbolos de elementos en el emblema.

## Diseño de la portada
La portada es de tapa delgada y contiene los colores rojo y negro, en el aparase una modelo con el cabello rojizo, representando a Rose, lleva con sigo un atuendo color rojo, detrás de ella se visualiza un edificio en forma de castillo simulando la academia de San Vladimir, delante de ella están las rejas de la escuela, en ellas se pueden apreciar las iniciales de la saga V y A, juntas VA, debajo, las palabras Vampire Academy son plasmadas para dar nombre a este primer libro, en España y Latinoamérica la cubierta es de tapa delgada e igual lleva por nombre el título en inglés.

## Recepción de la crítica
El libro tubo opiniones mixtas al momento de su publicación, pero la mayoría eran positivas, algunos críticas hacían referencia a Crepúsculo de Stephenie Meyer, en si la comparación no era exactamente a similar que ambas historias eran "parecidas" si no todo lo contrario, afirmaban que era una idea fresca y nueva para la historia de vampiros, de Miami New Times dijo «Esto es totalmente diferente a Twilight» dando alusión sobre un nuevo giro a la historias sobre vampiros, «Rose no muestra signos de codependencia» también hubo comparaciones «Ella es la Sasha Feroz de los Vampiros». The Miami Herald elogio la escritura de Richelle Mead, "Mead conoce su folclore y lo usa con gran ventaja para crear una historia de fondo creíble sobre la fricción entre sus vampiros buenos y malos".
La Associated Press describe como Richelle mantiene a sus lectores en cada capítulo de la historia «Agrega giros inesperados». The Seattle Times compara a Rose con Buffy, la caza vampiros «Es una combinación de Buffy the Vampire Slayer» y «Angelina Jolie en Tomb Raider». "Un éxito inmediato, gracias al talento de escritura de Mead y el carácter carismático de Rose", dice Scripps Howard News Service.
El libro recibió críticas positivas, con un promedio en Goodreads de 4.19/5, basado en 227,620 calificaciones. Fue incluido en la lista de Quick Picks para lectores adultos jóvenes y recomendado por Booklist, teenbookstoo.com y Voice of Youth Advocates (VOYA). Vampire Academy fue la mejor votada con el puesto número cuatro después de Eclipse por Stephenie Meyer, Harry Potter y las Reliquias de la Muerte por J.K. Rowling y Diary of a Wimpy Kid por Jeff Kinney en el top 10 de libros para adolescentes. La serie, Vampire Academy también fue una de las diez mejores ventas del New York Times ósea un Best-Seller en la categoría de series de libros para niños.

## Orígenes y opinión
Cuando Mead empezó a crear la historia en su mente, esta estaba tomando forma cuando empezó a leer historias de vampiros de Europa del este y occidente, en una concepción moderna y premoderna, en una entrevista se le pregunto como creó la estructura de la historia de las razas de los vampiros, en este caso los Moroi, Dhampir y Strigoi, Richelle: Moroi, Strigoi y Dhampirs como tipos de criaturas ya existían en la mitología rumana. La forma en que viven e interactúan en el mundo moderno fue mi creación. Richelle al escribir la historia pensó en lo emocionante que sería para los occidentales leer y saber esta clase de nuevos vampiros, la idea que existan dos culturas vampíricas distintas le permitió tener más variedad y creatividad al momento de escribir.

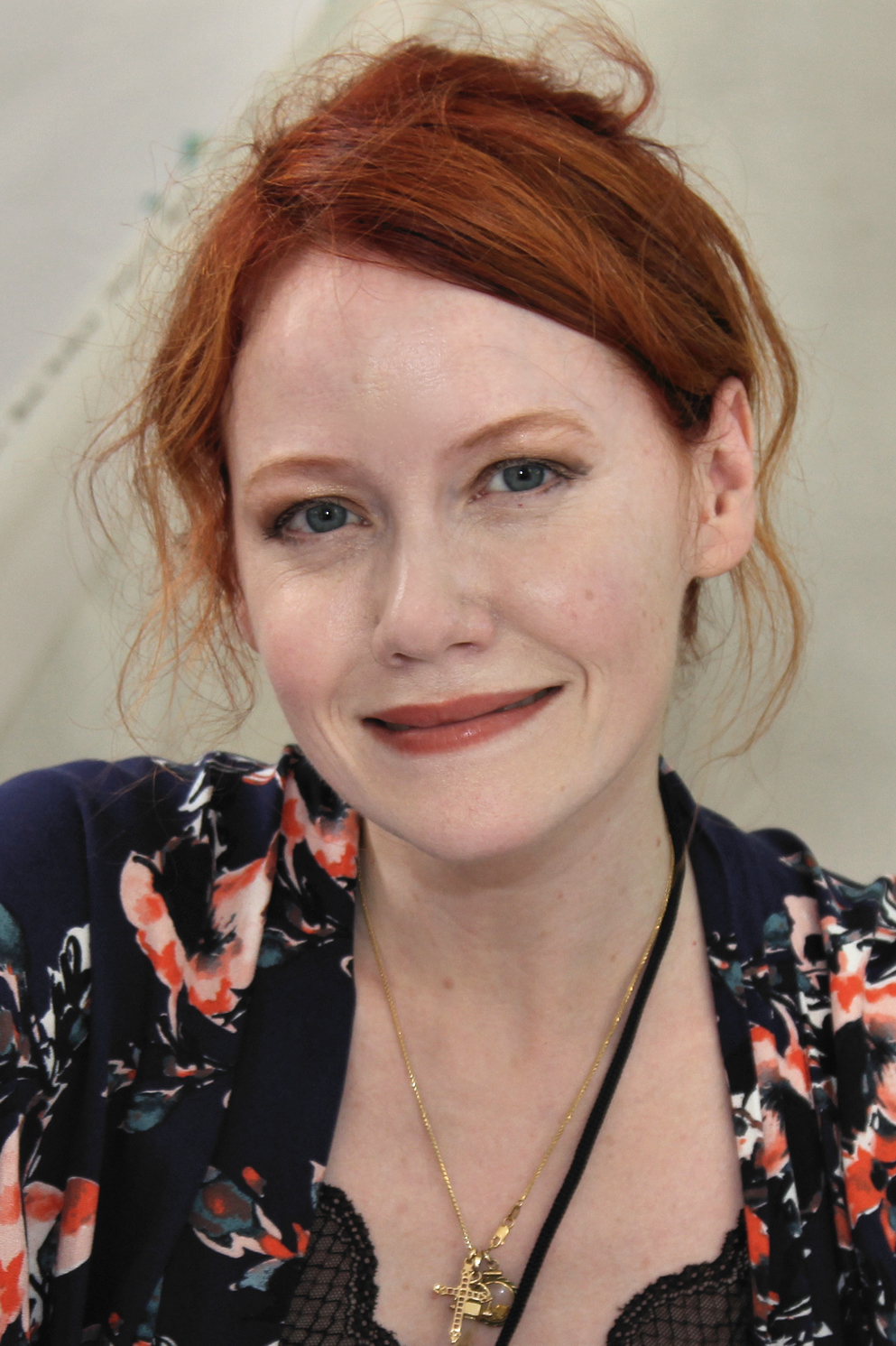
Richelle Mead escritora de Vampire Academy.

En la historia, Mead narra como la cultura Moroi y Dhampir tienen sus propias creencias espirituales o creencias religiosas. La mayoría de los personajes religiosos de la serie practican el cristianismo ortodoxo oriental (con algunos santos vampiros incluidos) ya que su cultura se basa en Rusia y Rumania. El padre de Rose es musulmán. Al escribir sobre el personaje principal, Rose, Mead se sintió muy tranquila al darle vida, Richelle: fue genial escribir, porque su historia está planeada con tanto detalle que puedo seguir adelante y no preocuparme por quedarme estancada.
Richelle siempre a vivido en el mundo de la fantasía desde muy pequeña, Mead: He amado la fantasía y la mitología desde la infancia. Crecí con historias sobre unicornios y sirenas, y en la escuela primaria, mis maestros evadían a mis preguntas sobre la mitología mundial. Luego, a medida que crecí, gané un sentido del humor retorcido y un amor por la cultura pop. Pon todo eso junto, y he aquí, ¡tienes mis libros! creo que mis experiencias de vida personal, además de estar expuesta a toda esa materia en mis estudios universitarios, definitivamente fueron clave para finalmente ayudarme a completar proyectos.
La historia más que compararla con Crepúsculo de Stephanie Meyer, se ha catalogado como una historia del canon de Harry Potter de J.K. Rowling, por el tema de estudiantes en una escuela escondida entre el bosque y además encantada para estar oculta ante los ojos mortales de los humanos, agregándole la magia, encantamientos, hechizos y agregar otro tipo de creaturas mitológicas, en esta ocasión en vez de ser estudiantes de sangre de magos son vampiros con tres diferentes razas y que además pueden controlar elementos como el fuego, agua, aire y tierra.

## Publicación
El 16 de agosto de 2007 Vampire Academy fue sacado a la venta con su portada de tapa delgada en los Estados Unidos.
Actualmente, la saga de libros ha vendido 8 millones de copias en 35 países.

## Captación
Hay seis libros en la saga original, seguido del spin-off llamado Bloodlines que consta también de seis libros, escrito por la misma autora. Las series aparecieron por primera vez en la lista del New York Times best-sellers, en el puesto #4 con la publicación de: Bendecida por las sombras.

## Adaptaciónes

### Película
En junio de 2010 Preger Entertainment compró los derechos del libro para la película Vampire Academy. El 6 de julio, se anunció que el productor Don Murphy se unió para llevar la adaptación a la gran pantalla. El 17 de diciembre de 2012 se supo que Dan Waters estaba escribiendo el guion. En febrero del 2013 se confirmaron varios sucesos: la tan esperada adaptación de los personajes; Zoey Deutch como la protagonista Rose Hathaway, Lucy Fry como Lissa Dragomir, y Danila Kozlovsky como Dimitri Belikov. Meses después las noticias sumaron a Dominic Sherwood como Christian Ozera y Cameron Monaghan como Mason Ahsford y Claire Foy como Sonya Karp.
El título fue cambiado para Vampire Academy: Blood Sisters que al final el título "Blood Sisters" fue rechazado, dejando el título original "Vampire Academy". La fecha acordada para el estreno fue 7 de febrero de 2014, aunque no fue fecha de estreno mundial, ya que en muchos países aún no ha llegado a cartelera. La película fue filmada alrededor de Europa, particularmente UK, con fotografías adicionales que se tomaron en Montana, Estados Unidos.

### Serie de TV
El 19 de mayo de 2021 Deadline anuncio la serie de televisión de Vampire Academy para la plataforma de streaming Peacock, quien ordenó 10 capítulos de una hora de duración, bajo la producción ejecutiva de Julie Plec y Marguerite MacIntyre. Cabe destacar que Julie fue la escritora de los guiones y productora ejecutiva de las fantásticas series de televisión The Vampire Diaries el sping off The Originals y actualmente de Legacies.
Vampire Academy ya tiene país de grabación y cast confirmados, el 30 de agosto de 2021 Deadline confirma las ciudades donde será grabada la segunda adaptación de VA pero esta vez para la televisión, los lugares serán Navarra y Zaragoza, España, posteriormente el 19 de mayo del presente año se daba a conocer que la producción estará a cargo de Julie Plec, escritora y productora de la exitosa serie de televisión The Vampire Diaries; el 30 de agosto se confirma el cast conformado por Sisi Stringer como Rose Hathaway, Daniele Nieves será Lissa Dragomir, Kieron Moore como Dimitri Belikov y André Dae Kim será Christian Ozera, el resto del cast también fue confirmado, Bille Woodruff dirigirá el primer episodio.

### Graphic Novel
El 23 de agosto de 2011 se publicó una novela gráfica basada en el primer libro de Vampire Academy. La novela gráfica está adaptada por Leigh Dragoon e ilustrada por Emma Vieceli. En mayo de 2012 también se lanzó una novela gráfica para el segundo libro de la serie, Sangre Azul.